# 官质斌
官质斌（1904年—1978年），男，四川威远人，中国电影技术专家，曾任中国电影工作者协会理事。